# The Kazoo Museum
The Kazoo Museum is een museum dat gewijd is aan de geschiedenis van de kazoo in de stad Beaufort, in de Amerikaanse staat South Carolina. Het museum bestaat uit een van de grootste verzamelingen van kazoos ter wereld. Het werd opgericht in 2007 in Seattle, Washington, en sinds 6 oktober 2010 bevindt het zich in Beaufort aan de andere kant van de VS. Het museum is gevestigd in de Kazoobie Kazoosfabriek en omvat een verzameling van kazoos, kazoomuziek en kazoo- memorabilia.

## Geschiedenis

### Kazoobie Kazoos
Kazoobie Kazoos is een van de grootste leveranciers van kazoos ter wereld. Het werd opgericht door Rick Hubbard en Gayle Andrus in 1997 als een internetwinkel. De thuisbasis was voorheen Hilton Head Island en Florida, en in 2009 keerde het bedrijf terug naar South Carolina, naar de stad Beaufort, de woonplaats van medeoprichter Steven Murray. In deze stad groeide Kazoobie uit tot een magazijn met een showroom van 600 m². In 2010 kwam er nog een cadeauwinkel en het Kazoo Museum bij.

### Oprichting van het museum
Een voorloper van het Kazoo Museum werd opgericht door de tv-persoonlijkheid en kazooliefhebber Boaz Frankel in 2007, in Seattle. Vanuit daar verhuisde de verzameling naar Portland, Oregon, in 2008, waar het niet kon worden bezichtigd, behalve op de website van het Kazoo Museum. De verzameling bestond op dat moment uit ongeveer 100 kazoos, inclusief een paar van de kazoos die als eerste werden gemaakt en verschillende memorabilia zoals boeken, patenten, bladmuziek en geluidsopnames. In 2010 was de verzameling uitgegroeid tot 200 items. Toen het museum werd uitgenodigd om zich in de Kazoobie Kazoosfabriek te vestigen, verhuisde het naar Beaufort en werd het officieel geopend voor publiek op 6 oktober 2010.
De dag dat het Kazoo Museum in Kazoobie Kazoos werd geopend, werd er een lintje doorgeknipt. Het werd bijgewoond door inwoners van de stad, conservator Boaz Frankel en de eigenaren van Kazoobie Kazoos.

## Verzameling
Museumbezoekers kunnen alles te weten komen over de geschiedenis van de kazoo, vanaf het moment dat het instrument werd uitgevonden in de jaren 1840 tot en met het hedendaagse museum, en kunnen een rondleiding krijgen door de fabriek om de moderne productietechnieken te zien.
De verzameling van het museum bestaat uit bijna 200 items die met kazoos te maken te hebben, en hiermee is het de grootste privéverzameling kazoos ter wereld. Alle items worden achter glas bewaard in een gedeelte van de Kazoobie Kazoosfabriek. De verzameling bestaat onder andere uit een kazoo die werd gebruikt in een televisieprogramma The Partridge Family, kazoos in de vorm van beroemde stripfiguren, elektrische kazoos en kazoos van meer dan 100 jaar oud. Daarnaast is er in het museum een oude pers te zien die werd gebruikt om kazoo-onderdelen te maken, kazoobladmuziek en verscheidene memorabilia.

### Galerij

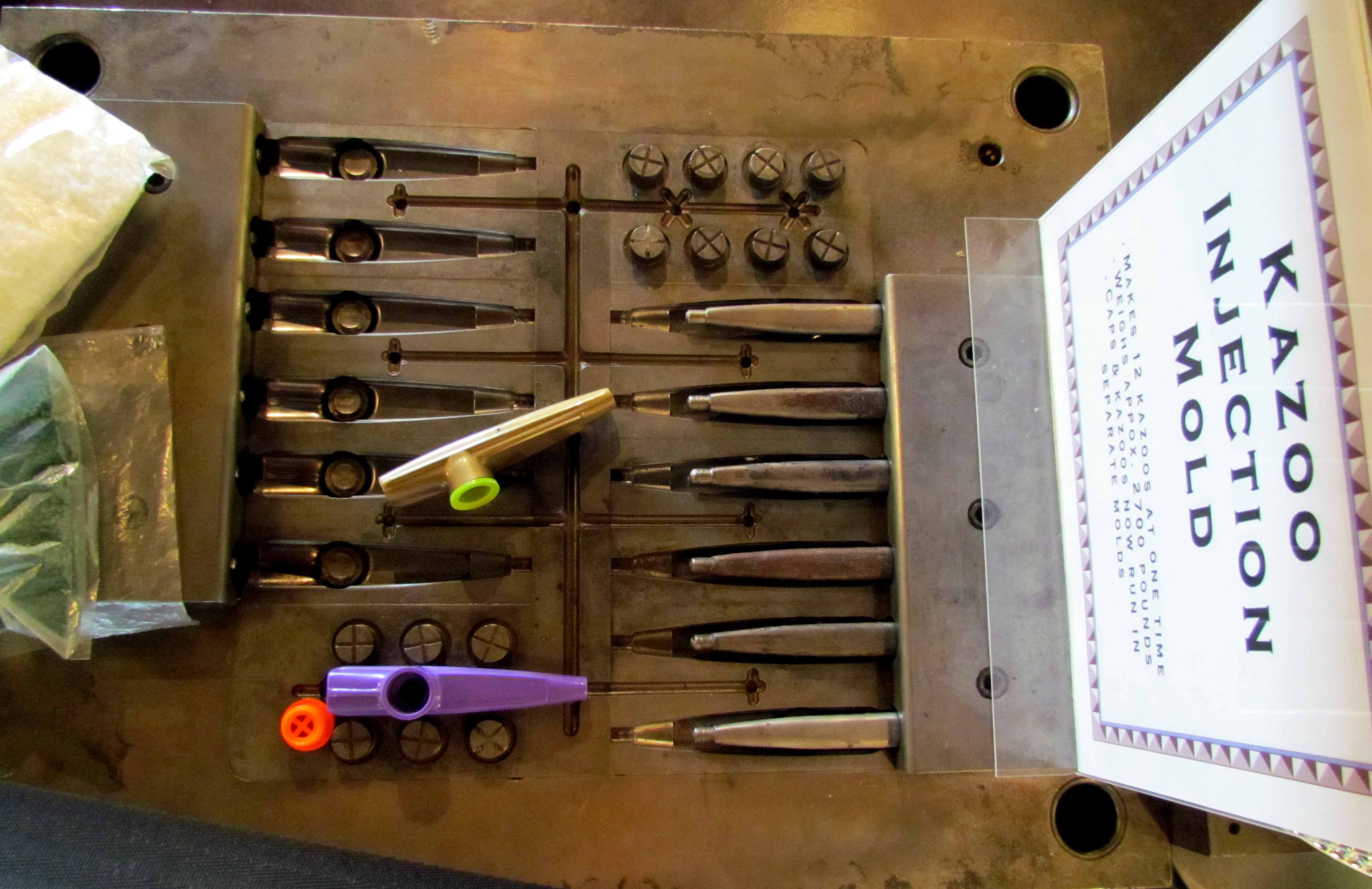
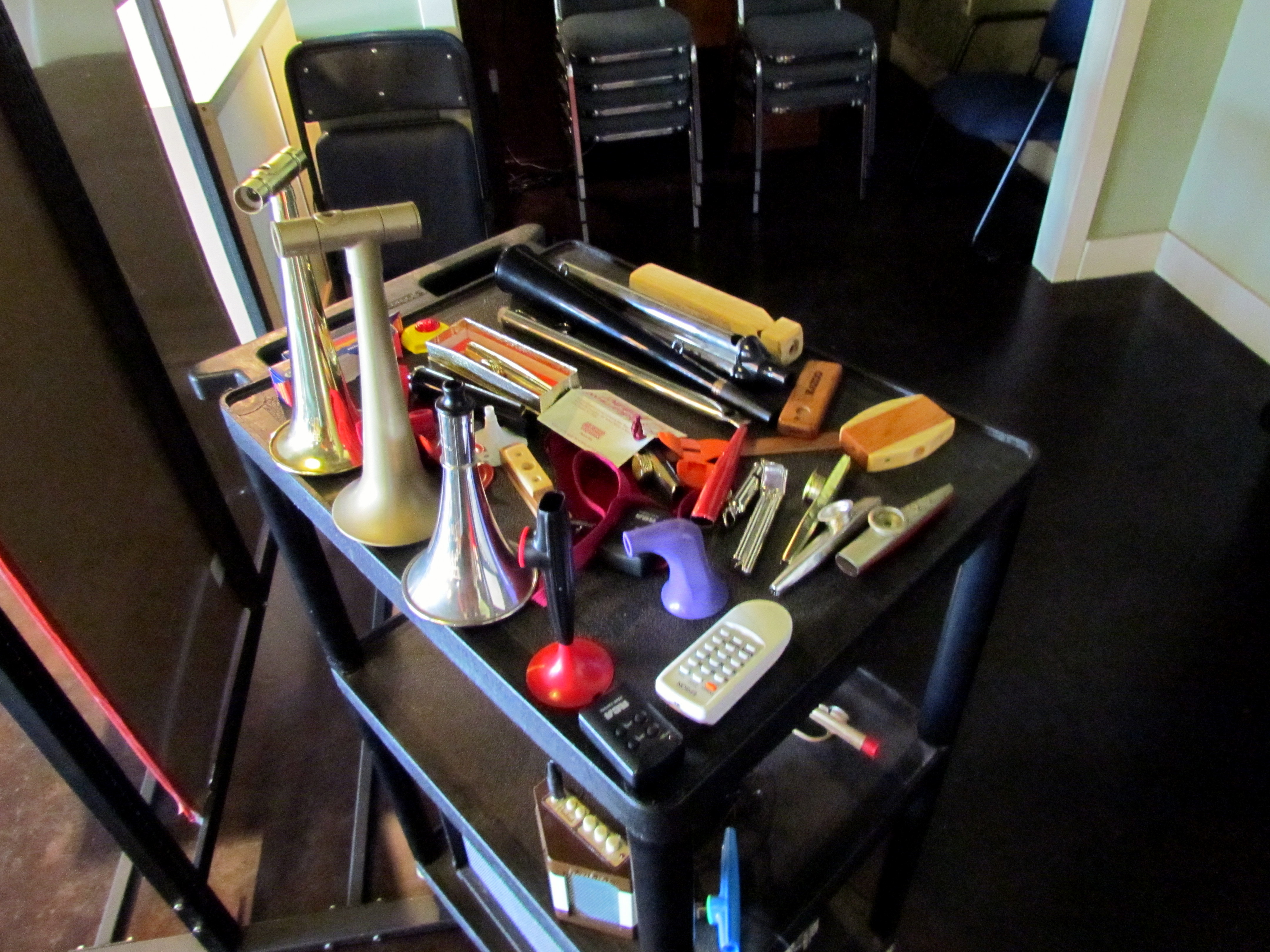
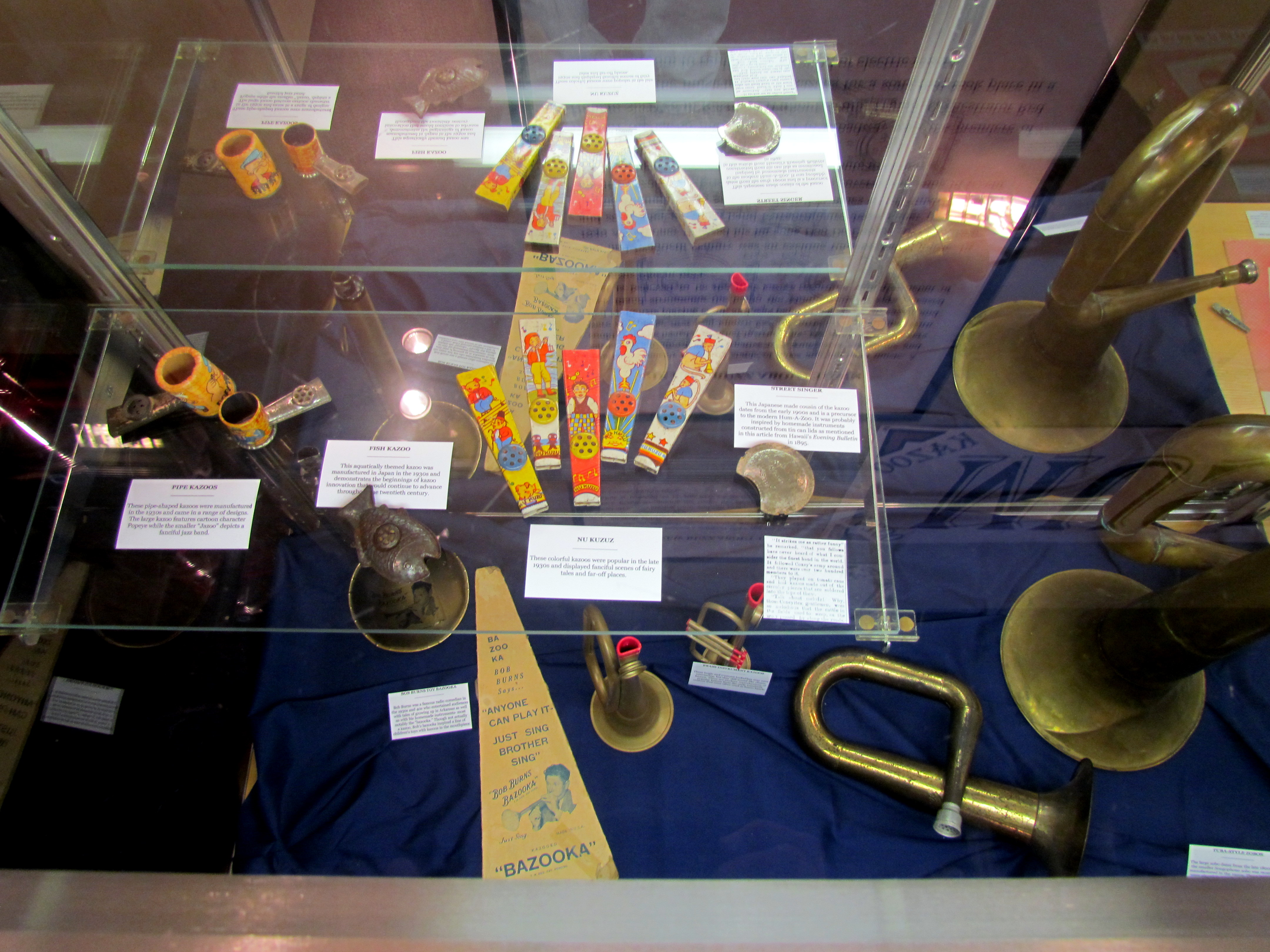